# Episodi di Mork & Mindy (terza stagione)
La terza stagione della serie televisiva Mork & Mindy andò in onda in prima visione originale dal 1980 al 1981.
| nº | Titolo originale                     | Titolo italiano                            | Prima TV USA     | Prima TV Italia |
| -- | ------------------------------------ | ------------------------------------------ | ---------------- | --------------- |
| 1  | Putting the Ork Back in Mork: Part 1 | La trasformazione di Mork Parte 1          | 13 novembre 1980 |                 |
| 2  | Putting the Ork Back in Mork: Part 2 | La trasformazione di Mork Parte 2          | 13 novembre 1980 |                 |
| 3  | Mork in Never-Never Land             | Mork in Pazzilandia                        | 20 novembre 1980 |                 |
| 4  | Dueling Skates                       | Gara sulle rotelle                         | 27 novembre 1980 |                 |
| 5  | Mork the Prankster                   | Gli scherzi di Mork                        | 4 dicembre 1980  |                 |
| 6  | Mork, the Monkey's Uncle             | Mork lo zio della scimmia                  | 11 dicembre 1980 |                 |
| 7  | Gunfight at the Mor-Kay Corral       | La sfida al Mork Carrol                    | 18 dicembre 1980 |                 |
| 8  | Mork's New Look                      | Mork si fa la plastica                     | 1º gennaio 1981  |                 |
| 9  | Alas, Poor Mork, We Knew Him Well    | Ahimè povero Mork, noi lo conoscevamo bene | 8 gennaio 1981   |                 |
| 10 | Mork and the Bum Rap                 | Mork e il rimprovero mendicato             | 15 gennaio 1981  |                 |
| 11 | Mindy Gets a Job                     | Mindy trova lavoro                         | 22 gennaio 1981  |                 |
| 12 | Twelve Angry Appliances              | Dodici apparecchi furiosi                  | 5 febbraio 1981  |                 |
| 13 | There's a New Mork in Town           | C'è un nuovo Mork in città                 | 12 febbraio 1981 |                 |
| 14 | Mork Meets Robin Williams            | Mork ha un sosia, purtroppo                | 19 febbraio 1981 |                 |
| 15 | Mindy, Mindy, Mindy                  | Di Mindy ce n'è una sola                   | 26 febbraio 1981 |                 |
| 16 | Mork the Swinging Single             | Mork si dà alla vita                       | 12 marzo 1981    |                 |
| 17 | Mork and Mindy Meet Rick and Ruby    | Mork e Mindy, Ricky e Ruby                 | 26 marzo 1981    |                 |
| 18 | Mork and the Family Reunion          | Mork e la riunione di famiglia             | 9 aprile 1981    |                 |
| 19 | Old Muggable Mork                    | Mork il terrore dei rapinatori             | 16 aprile 1981   |                 |
| 20 | I Heard It Through the Morkvine      | Mork comare pettegola                      | 30 aprile 1981   |                 |
| 21 | Mindy and Mork                       | Mindy e Mork                               | 7 maggio 1981    |                 |
| 22 | Reflections and Regrets              | Riflessioni e rimpianti                    | 14 maggio 1981   |                 |